# Cyclotrichium
Cyclotrichium — рід багаторічних напівкущів, поширених у Західній Азії (Іран, Ірак, Ліван, Сирія, Туреччина).

## Біоморфологічна характеристика
Листки цілісні або зубчасті. Суцвіття пахвових щитків, утворюючи кінцевий складний зонтик із 6–багатоквіткових, зазвичай віддалених кластерів. Приквітки, принаймні найнижчі, листоподібні, верхні дрібні, непомітні. Чашечка слабо 2-губа, 5-лопатева (3/2), частки трикутно-шилоподібні, задні частки зазвичай коротші за передні, горло волосисте. Віночок 2-губий, 4-лопатевий (3/1), білий або бузковий, задня губа ціла або виїмчаста, передня (верхня) губа 3-лопатева, злегка відхилена, серединна частка більша. Тичинок 4, ± рівні. Горішки яйцеподібні, гладкі, голі.

## Види
Рід містить 9 видів: 
1. Cyclotrichium depauperatum (Bunge) Manden. & Scheng.
2. Cyclotrichium glabrescens (Boiss. ex Rech.f.) Leblebici
3. Cyclotrichium haussknechtii (Bunge) Manden. & Scheng.
4. Cyclotrichium leucotrichum (Stapf ex Rech.f.) Leblebici
5. Cyclotrichium longiflorum Leblebici
6. Cyclotrichium niveum (Boiss.) Manden. & Scheng.
7. Cyclotrichium origanifolium (Labill.) Manden. & Scheng.
8. Cyclotrichium stamineum (Boiss. & Hohen.) Manden. & Scheng.
9. Cyclotrichium straussii (Bornm.) Rech.f.